# Берджесс, Уильям Старлинг
Уильям Старлинг Берджесс (англ. William Starling Burgess; 25 декабря 1878, Бостон — 18 марта 1947) — американский инженер-авиаконструктор и судостроитель, сын конструктора гоночных яхт Эдварда Берджесса, один из пионеров авиастроения. Член Национального зала славы парусного спорта США (2013).

## Биография
Уильям Старлинг Берджесс родился в конце 1878 года в Бостоне в богатой семье кораблестроителя Эдварда Берджесса (вскоре после этого создавшего выигрывавшие Кубок Америки яхты Puritan, Mayflower и Volunteer) и учёной-натуралистки Каролины Луизы (Китти) Берджесс. Уильям рано остался сиротой: когда ему было 12 лет, его отец умер от брюшного тифа, а мать скончалась несколькими месяцами позже от пневмонии. Уильям вырос в доме родственников, и многие отцовские коллеги участвовали в его обучении профессии инженера-конструктора. Окончив школу в 1897 году, он поступил в Гарвард. В начале испано-американской войны Берджесс прервал учёбу в университете, поступив добровольцем на флот, где служил старшиной-артиллеристом на корабле Prarie. Затем он вернулся к учёбе, но в последний её год, в 1901 году, неожиданно снова бросил университет и открыл в Бостоне яхт-клуб и брокерскую контору W. Starling Burgess & Co.. В том же году он женился на Хелен Адамс-Уиллард. Однако уже в следующем году Хелен покончила с собой. После этого Берджесс на некоторое время уехал в Англию, где продолжил своё образование в области кораблестроения и завязал полезные контакты.
Уже в 16 лет Уильям Берджесс сконструировал новую модель безоткатного пулемёта. В 1901 году, во время учёбы в Гарвардском университете, он спроектировал новаторскую скоростную 52-футовую гоночную яхту Outlook (эта модель, шлюп-плашкоут, разработанная Берджессом для его друга Генри Хиггинсона, на следующий год выиграла Кубок вызова яхт-клуба Куинси, а в общей сложности одержала семь побед в семи гонках, в которых участвовала за свою карьеру). В начале 1900-х годов Берджесс также принимал активное участие в создании новых моделей гоночных катеров, и его Mercedes некоторое время был рекордсменом в этой дисциплине. Уже в первый год работы W. Starling Burgess & Co. этой фирмой были разработаны 42 модели судов. В 1902 году был построен 21-футовый каютный шлюп Little Haste, выигравший Восточно-Западный чемпионат; в 1904 году 56-футовый плашкоут Corinthian конструкции Берджесса выиграл Непрерывный кубок вызова Сан-Франциско.

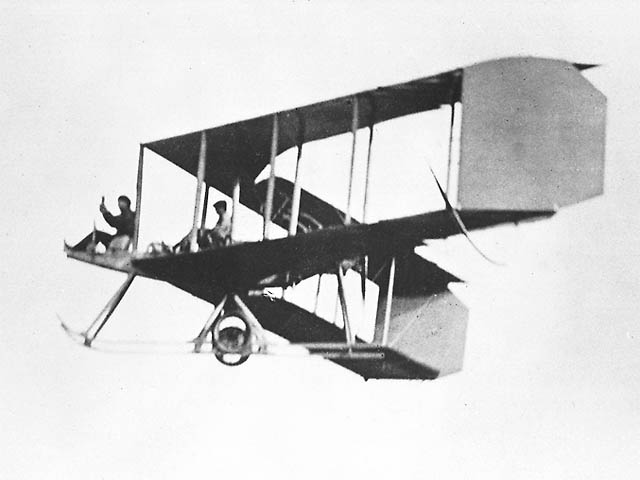
Самолёт Burgess-Dunne

В 1904 году Берджесс женился вторично — на Розамунде Тюдор-Хиггинсон. Супруги построили дом в Марблхеде (Массачусетс), неподалёку от новой верфи Берджесса. На конструктора произвёл большое впечатление состоявшийся в 1903 году полёт братьев Райт, и в последующие годы одновременно с проектированием судов он увлёкся авиаконструированием. К 1909 году Берджесс построил свой собственный самолёт — один из первых моторных аппаратов тяжелее воздуха, совершивших полёт в Новой Англии. Он основал собственную авиастроительную компанию, и его самолёт Burgess-Herring A стал первым коммерческой моделью, производимой в Новой Англии, и первой американской моделью, продававшейся за границу. Берджесс сам начал пилотировать самолёты и стал одним из первых пилотов, совершивших взлёт и посадку на воду. В 1915 году за модель Burgess-Dunne с толкающим винтом, стреловидными задними крыльями и без хвоста он был удостоен одной из самых престижных наград в области авиации — Collier Trophy. За годы мировой войны фирма Берджесса произвела десятки аэропланов для вооружённых сил США, но финансовые затруднения заставили его в конце 1915 года продать производство компании Curtiss.

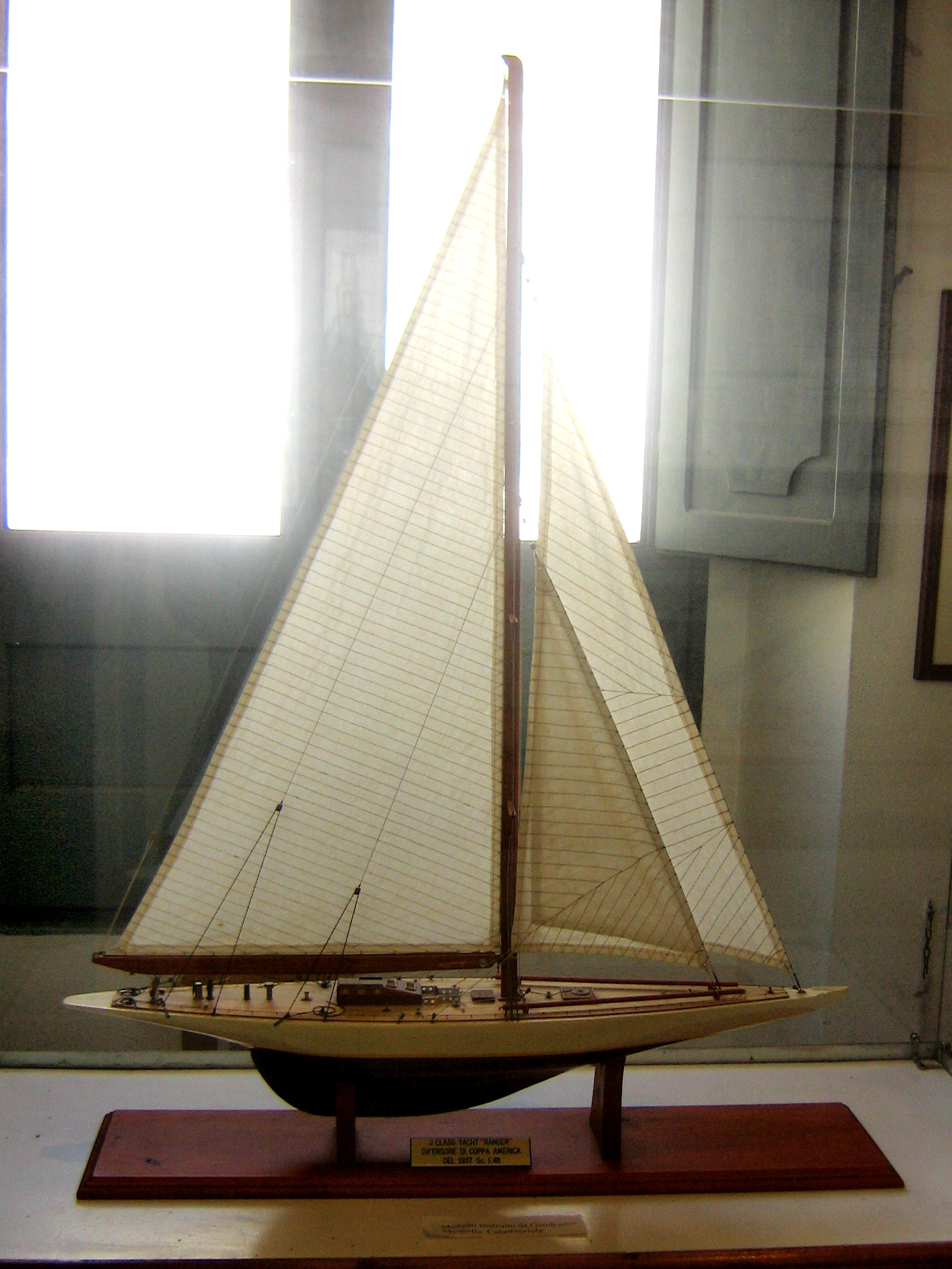
Модель яхты Ranger (1937)

После войны Берджесс вернулся к судостроению. В 1920 году в Бостоне начало работу брокерское бюро Burgess and Paine, где в тот же год было разработано новое парусное вооружение для шлюпа Vanitie, едва не выигравшего американский отбор к Кубку Америки. В середине 1920-х годов Берджесс развёлся со второй женой и вступил в третий брак, на сей раз с Элси Фосс. В 1925 году открылось конструкторско-брокерское бюро Burgess & Morgan, где за короткое время было создано порядка 150 моделей яхт — главным образом класса «Атлантик».
В 1928 году Берджесс перебрался в Нью-Йорк. Там им были сконструированы передовые модели стаксельных яхт Niña и Advance, а в 1930 году Берджесс спроектировал яхту Resolute для защиты Кубка Америки. Конструкцию этой модели отличали лёгкие дюралюминиевые мачта и стойки. В 1934 и 1937 годах Берджессом были сконструированы ещё две яхты для защиты Кубка Америки — Rainbow и Ranger (последняя при участии Олина Стивенса). В эти же годы им был спроектирован для Бакминстера Фуллера экспериментальный автомобиль Dymaxion. В 1935 году Берджесс, внимание которого привлекли технические возможности, открываемые применением алюминия, присоединился к недавно созданной Aluminum Company of America, в которой участвовал в разработке коррозиеустойчивых сплавов, использовавшихся в дальнейшем в кораблестроении.
К концу 1930-х годов Берджесс развёлся со своей четвёртой женой — Нэнни Дейл-Биддл — и начал ухаживать за своей секретаршей и ассистенткой Марджори Глэдис Янг, которая в дальнейшем стала его последней, пятой супругой. В эти годы Берджесс, большую часть жизни страдавший от язвы желудка и от постоянных болей пристрастившийся к морфию, сумел найти подходящее лечение, и последующий период стал одним из самых счастливых и продуктивных в его жизни. Однако выплата значительных алиментов четырём бывшим жёнам наносила тяжёлый удар по его финансовому состоянию. В 1944 году конструктор перенёс обширный инфаркт и в марте 1947 года умер от повторного инфаркта.
В 2013 году имя Уильяма Старлинга Берджесса было включено в списки Национального зала славы парусного спорта США.